# Cessna 206
Cessna 206 Stationair – lekki samolot pasażersko-transportowy z silnikiem tłokowym.

## Konstrukcja
Jednosilnikowy górnopłat zastrzałowy konstrukcji półskorupowej metalowej, stałe podwozie trójkołowe z kółkiem przednim, usterzenie klasyczne

## Wersje
- 207/8 Stationair – wersja wydłużona, cyfra po numerze modelu oznacza liczbę miejsc
- 206 Turbo Stationair – wersja z turbosprężarką